# 程道東
程道東（1530年—？），字明吾，改字震伯，直隸徽州府歙縣（今安徽歙縣）人，明朝政治人物。

## 生平
嘉靖三十一年（1552年）壬子科應天府鄉試第五十一名舉人，嘉靖三十八年（1559年），登己未科第二甲第三十一名進士。授工部主事，通判青州，遷知深州，復以治海擢户部郎中，出爲雲南府知府，告歸。

## 家族
曾祖程元膺；祖父程琇；父程鐮。母許氏。具庆下。弟程道南。